# Quatro Barras
Quatro Barras è un comune del Brasile nello Stato del Paraná, parte della mesoregione Metropolitana de Curitiba e della microregione di Curitiba.
Il comune venne fondato il 9 novembre 1961 e si trova a 23 km dalla capitale dello Stato Curitiba.